# Lithacodia scapha
Lithacodia scapha là một loài bướm đêm trong họ Noctuidae.